# Papa Ivan Pavao
Dvojica papa Katoličke Crkve za svoje su papinsko ime uzeli ime Ivan Pavao:
- Papa Ivan Pavao I. (1978.), koji je ime uzeo u čast svojih prethodnika, Ivana XXIII. i Pavla VI. Pontifikat mu je trajao samo 34 dana
- Papa Ivan Pavao II. (1978. – 2005.), koji je ime uzeo u čast svojeg prethodnika